# Старицы (Гатчинский район)
Ста́рицы — деревня в Гатчинском муниципальном округе Ленинградской области.

## История
По ревизским сказкам 1795 года деревня была вотчиной Ганнибалов и принадлежала Исааку Абрамовичу Ганнибалу (1747—1808).
По IV-й ревизии 1782 года в ней было 7 душ мужского и 5 душ женского пола. По V-й ревизии 1795 года — 8 душ мужского и 5 душ женского пола.
На карте Санкт-Петербургской губернии 1792 года А. М. Вильбрехта она обозначена как деревня Старица.
На «Топографической карте окрестностей Санкт-Петербурга» Военно-топографического депо Главного штаба 1817 года — как деревня Самарина или Старица из 2 дворов.
Деревня Старица из 6 дворов упоминается на «Топографической карте окрестностей Санкт-Петербурга» Ф. Ф. Шуберта 1831 года.

СТАРИЦЫ — деревня мызы Малотаицкой, принадлежит Квашнину-Самарину, титулярному советнику, число жителей по ревизии: 12 м. п., 13 ж. п. (1838 год)

СТАРИЦЫ — деревня действительной статской советницы графини Зубовой, по просёлочной дороге, число дворов — 4, число душ — 16 м. п. (1856 год)

Согласно «Топографической карте частей Санкт-Петербургской и Выборгской губерний» в 1860 году деревня Старица состояла из 5 крестьянских дворов.

СТАРИЦА (ИГАТЫ) — деревня владельческая при колодце, число дворов — 6, число жителей: 12 м. п., 8 ж. п.
(1862 год)

В 1872—1875 годах временнообязанные крестьяне деревни выкупили свои земельные наделы у графа П. А. Зубова и стали собственниками земли.

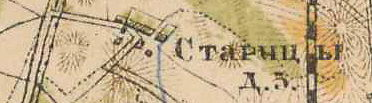
План деревни Старицы. 1885 год

В 1885 году деревня насчитывала 5 дворов.
В конце XIX — начале XX века деревня административно относилась к Староскворицкой волости 3-го стана Царскосельского уезда Санкт-Петербургской губернии.
К 1913 году количество дворов увеличилось до 15.
С 1917 по 1922 год деревня Старицы входила в состав Нижневского сельсовета Староскворицкой волости Детскосельского уезда.
Согласно данным переписи населения СССР 1926 года в деревне Старицы Таицкого сельсовета Староскворицкой волости Троцкого уезда проживали 110 человек, 93 из них финны, остальные русские. В 1928 году население деревни Старицы также составляло 110 человек.
По данным 1933 года деревня Старицы входила в состав Таицкого сельсовета Красногвардейского района.

План деревни Старицы. 1939 год

Согласно топографической карте 1939 года деревня насчитывала 24 двора.
В 1958 году население деревни Старицы составляло 60 человек.
По данным 1966 и 1973 годов деревня Старицы входила в состав Большетаицкого сельсовета.
По данным 1990 года деревня Старицы находилась в административном подчинении Таицкого поселкового совета.
В 1997 году в деревне проживали 45 человек, в 2002 году — 50 человек (русские — 84%), в 2007 году — 44.

## География
Деревня расположена в северной части района на автодороге 41К-514 (Новая — Нижняя).
Расстояние до административного центра поселения, посёлка городского типа Тайцы — 2,5 км.
Деревня находится в 1,5 км к северо-западу от станции Тайцы.

## Демография
| 1862 | 2007 | 2010 | 2017 |
| ---- | ---- | ---- | ---- |
| 20   | ↗44  | ↗61  | ↗71  |

### Национальный состав
Согласно данным Всероссийской переписи населения 2021 года в деревне проживали 23 человека, из них:
 русские — 16, узбеки — 5, молдаване — 2 человека.

## Предприятия и организации
- ООО «Д.Крафт»  — производство дверей для объектов
- ООО «Авиатранс» — ремонт и производство летательных и космических аппаратов